# トプハーネ

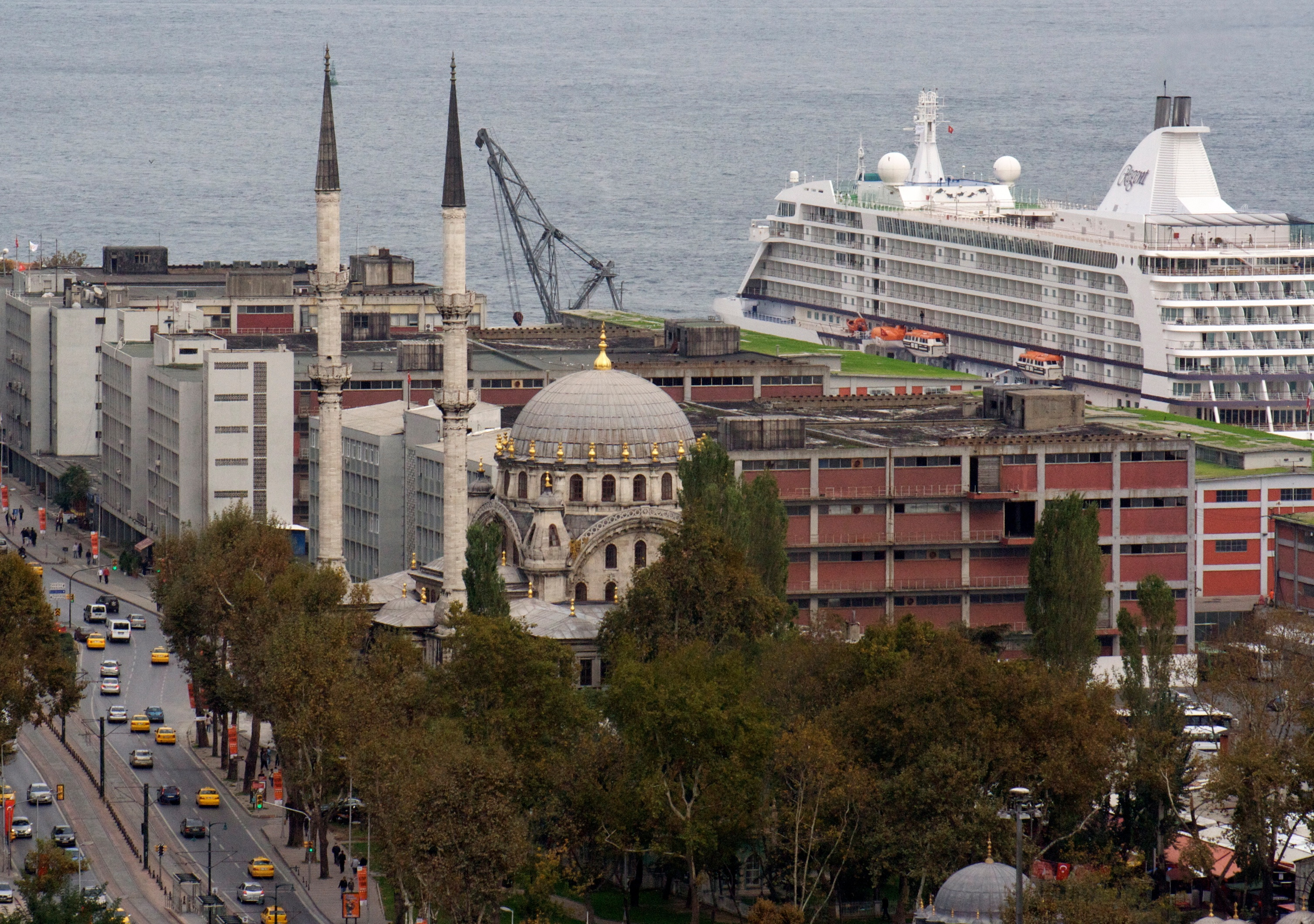
トプハーネ地区

トプハーネ（トルコ語: Tophane）は、イスタンブール広域市ベイオウル地区に位置する、ボスフォラス海峡沿いに面した街区。
オスマン帝国時代から残る、イスタンブールの最も古い工業地区である。

## 概要
幾つかの資料によると、イスタンブールがトルコ人に占拠される以前のトプハーネ地区は、ガラタ地区のジェネヴィズ城壁のすぐ外側にある、居住スペースとは異なる庭園のような場であったことが知られている一方、この街区は森林であったと主張する作家もいる。

ビザンツ帝国時代には、”メトポン(Metopon)”と呼ばれていたことが分かっているが、新たな調査によると、トプハーネ地区が素晴らしい光景であったことから、"銀の街（Gümüş Şehir）"(Argyropolis)とも言われていたとの論文が発表になった。

ビザンツ帝国時代、ここには多くの古いアポローン神殿があったようであるが、その後トルコ人が作らせることとなる軍の兵舎場にも”聖・イレネ”（St. Irene）や”ハドリアヌス・ナタリー教会”（Hadrien ve Natalie Kilisesi）といった名前がついていたと言われている。

1955年から56年にかけて、トプハーネ街区の建物や兵舎が壊された後、ヌスレティエ・モスク（Nusretiye Camii）の向かい側ではビザンツ時代の教会にあったと考えられる模様や紋章の入った壁の一部が出土している。

## 歴史
トプハーネ地区のシンボルである帝国大砲鋳造所（Tophane-i Amire）は、メフメト2世の時代に建設された。アントワ・イグナス・メリング（Antoine Ignace Melling, 1763 - 1831）が作成した版画の中にあるトプハーネ兵舎（Tophane Kışlası）は、今日では存在しない。

1823年にフィルズアー火災（Firuz Ağa Yangını）が発生した際に兵舎も被害に遭い、その後再建された。この再建の際にヌスレティエ・モスクも建築された。この兵舎は、1858年に道路拡張工事のため解体されるまでは、トプハーネ地区にある軍関連の建物の中でも最後まで残っていた兵舎であり、またかつての司令官が利用していた建物や火曜市場（Salı Pazarı）にまで広がる工業兵舎である。今日、兵舎の跡地には1848年の年号が記された時計塔とメジディエ邸宅（Mecidiye Kasrı）が残るのみである。

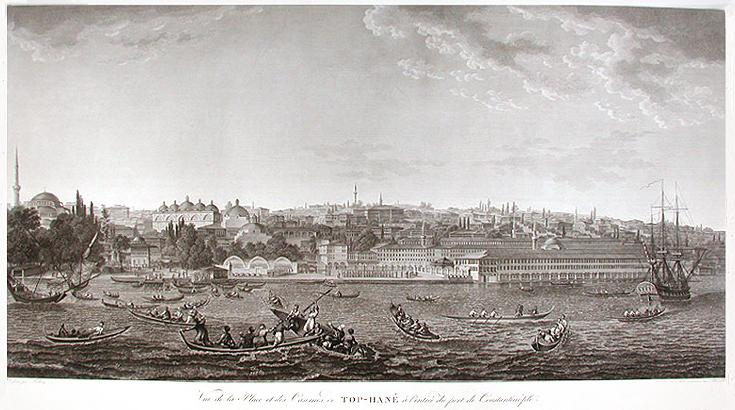
トプハーネ兵舎を描いたメリングの版画

## 人口
トプハーネ地区の人口は、以前はギリシア人やアルメニア人が大半を占めていた。

しかし共和国制施行の後、港や工業移設で働くためにアナトリア半島からイスラム教徒がこの地を訪れ、9月6－7日事件の後の徴収運動の結果この地区の大多数となった。人口は、特にスィイルト県のイキズバーラル（İkizbağlar）やバーテペ（Bağtepe）といった村々からやって来たアラブ人が多くを占め、またこれに加えビトリス、エルジンジャン、エルズルムといった各県からの移民もいた。トプハーネ地区に暮らす人々は、基本的に敬虔な人々である。

カーディリレル坂（Kadiriler Yokuşu）に位置するカーディリー派の修道院（Kadirî Âsitânesi (Tekkesi)）は、1630年に建設され、今もなお活動が行われている。

## 文化的影響
トプハーネの建物は今日、ミマール・スィナン芸術大学文化センターとして使用されている。毎年3月の最初の週には、大学創立記念日祝賀会の一環としてコスチューム・パーティーが行われており、伝統となっている。現在では、周辺の水タバコ屋やアメリカ市場の影響も受け、毎日多くの人々がこの地を訪れている。

現代芸術美術館であるİstanbul Modernはこの地区に位置している。

## アクセス
トラムT1線のトプハーネ駅が最寄りとなっている。